# Ruch Skarżysko-Kamienna
Kolejowy Klub Sportowy Ruch Skarżysko-Kamienna – nieistniejący klub piłkarski z siedzibą w Skarżysku-Kamiennej.

## Historia
Klub został założony w 1945 roku. Największym sukcesem była gra na III poziomie rozgrywkowym w latach 1973-1975. W następnych latach klub występował na niższych poziomach ligowych aż do sezonu 1999/2000, kiedy to po zajęciu 11. miejsca w kieleckiej klasie okręgowej połączył się z innym skarżyskim klubem – Granatem. Fuzja przetrwała 3 lata, po czym Ruch ponownie przystąpił do rozgrywek. W sezonie 2003/2004 zajął 8. miejsce w II grupie świętokrzyskiej klasy A, natomiast sezon później było to już 3. miejsce, które pozwoliło na baraże i awans do klasy okręgowej. W niej klub spędził tylko jeden sezon zajmując 12. miejsce i spadając do klasy A. Tam zajął 11. miejsce i wycofał się z rozgrywek.
Klub został rozwiązany w 2007 roku, po czym podjęto uchwałę, w wyniku której kontynuatorem został klub MIKS Kolejarz Skarżysko-Kamienna. Kolejarz przystąpił w sezonie 2007/2008 do rozgrywek klasy A, jednak już po sezonie klub wycofał się z rozgrywek.

## Bilans ligowy
Źródła:
| sezon                                                         | liga                                 | poziom ligowy | miejsce | punkty | bramki | uwagi             |
| ------------------------------------------------------------- | ------------------------------------ | ------------- | ------- | ------ | ------ | ----------------- |
| brak danych z lat 1945-1973                                   |                                      |               |         |        |        |                   |
| 1973/1974                                                     | klasa wojewódzka, gr. kielecka       | III           | 12/14   | 23     | 31-52  |                   |
| 1974/1975                                                     | klasa wojewódzka, gr. kielecka       | III           | 14/14   | 9      | 13-65  | spadek            |
| brak danych z lat 1975-1998                                   |                                      |               |         |        |        |                   |
| 1998/1999                                                     | klasa A, gr. Kielce II               | VI            | 1/12    | 52     | 67-20  | awans             |
| 1999/2000                                                     | klasa okręgowa, gr. Kielce           | V             | 11/16   | 36     | 42-49  | [ a ]             |
| w latach 2000-2003 w fuzji z Granatem Skarżysko-Kamienna      |                                      |               |         |        |        |                   |
| 2003/2004                                                     | klasa A, gr. świętokrzyska II        | VI            | 8/12    | 26     | 30-45  |                   |
| 2004/2005                                                     | klasa A, gr. świętokrzyska II        | VI            | 3/13    | 52     | 51-10  | awans po barażach |
| 2005/2006                                                     | klasa okręgowa, gr. świętokrzyska II | V             | 12/12   | 13     | 27-66  | spadek            |
| 2006/2007                                                     | klasa A, gr. świętokrzyska II        | VI            | 11/12   | 18     | 25-52  | [ b ]             |
| od sezonu 2006/2007 klub nie występuje w rozgrywkach ligowych |                                      |               |         |        |        |                   |